# Torymus cupreus
Torymus cupreus är en stekelart som först beskrevs av Maximilian Spinola 1808.  Torymus cupreus ingår i släktet Torymus och familjen gallglanssteklar. Inga underarter finns listade i Catalogue of Life.